# Stanislav Petrov
Stanislav Jevgrafovitj Petrov (russisk: Станислав Евграфович Петров, tr. Stanislav Jevgrafovitj Petrov; født 7. september 1939 i Vladivostok, Sovjetunionen, død 19. maj 2017  i Frjasino (russisk: Фрязино), Moskva oblast, Den Russiske Føderation) var en russisk oberstløjtnant fra de sovjetiske strategiske raketstyrker, der afværgede en mulig atomkrig og Tredje verdenskrig.
Da de sovjetiske satellitbaserede advarselssystemer kort før midnat den 26. september 1983 fejlagtigt viste, at USA havde indledt et missilangreb mod Sovjetunionen, valgte Stanislav Petrov bevidst at antage, at det var en falsk alarm og ikke tage skridt til at indlede det massive gengældelsesangreb, som ellers var sovjetisk procedure i sådan en situation. På grund af militære sikkerhedsbestemmelser og international politik blev Stanislav Petrovs handlinger ikke alment kendt før 1998.
I mere end otte år medvirkede Stanislav Petrov i optagelser til filmen The Man Who Saved the World som er instrueret af den danske instruktør Peter Anthony. En hybridfilm, der fortæller den sande historie om Stanislav Petrov, og hvor prominente amerikanere som Kevin Costner, Robert De Niro, Matt Damon, Ashton Kutcher og Walter Cronkite også medvirker. Filmen havde premiere i oktober 2014 på Woodstock Film Festival i Woodstock, New York, hvor den vandt "Honorable Mention: Audience Award Winner for Best Narrative Feature" og "Honorable Mention: James Lyons Award for Best Editing of a Narrative Feature."

## Baggrund
Hændelsen skete på et tidspunkt i den kolde krig med et meget anspændt forhold mellem USA og Sovjetunionen. NATO var i gang med at opstille raketter af typen Pershing-II i Vesttyskland. Kun tre uger tidligere havde det sovjetiske militær nedskudt et koreansk passagerfly, som havde forvildet sig ind i sovjetisk luftrum, med 269 døde civile til følge, inklusive mange amerikanere – en af dem et kongresmedlem. Derudover var NATO i gang med en storstilet, meget realistisk anlagt militærøvelse navngivet Able Archer 83, som involverede hele det europæiske kontinent og inkluderede simulerede missilangreb. Mange i Sovjetunionen mente, at øvelsen var et skalkeskjul for et egentligt atomart overraskelsesangreb. Som svar satte Sovjetunionen sine atomstyrker i forhøjet beredskab og alarmerede sine luftstyrker i Østtyskland og Polen; derudover sendte KGB en besked til sine agenter i Vesten om at berede sig på en mulig atomkrig.
I starten af 1980'erne begyndte Sovjetunionen implementeringen af et nyt advarselssystem til detektion af interkontinentale ballistiske missilaffyringer fra USA. Det satellitbaserede system skulle opfange Minutemen kort tid efter, de forlod siloerne i USA. Systemet er baseret på mindst fire satellitter placeret i en molnijabane, hvorfra de kan spotte missilerne i en silhuet mod den sorte baggrund af rummet. Den tidlige advarsel ville give den sovjetiske ledelse 10-12 minutter til at overveje, hvordan der skulle reageres. I tråd med doktrinen om Gensidigt sikret ødelæggelse var den sovjetiske strategi at svare igen på amerikanske angreb med et overvældende nukleart gengældelsesangreb.

## 1983-hændelsen
Den 26. september 1983 var Stanislav Petrov den ansvarshavende officer på den militære kommando- og kontrolpost Serpukhov-15, en bunker et kort stykke syd for Moskva. Som ansvarshavende stod han som leder for et hold på 100 mand, hvis opgave bestod i at observere advarselssystemerne og alarmere de overordnede i tilfælde af et forestående amerikansk missilangreb. Egentlig skulle Stanislav Petrov slet ikke have været der den aften, idet han arbejdede i en teoretisk analyseafdeling og ikke i den operationelle deling, men denne aften afløste han den regulære ansvarlige.
Kort efter midnat, kl. 00:40, lød der pludselig alarm gennem bunkeren. Computerterminalerne viste, at USA havde affyret et interkontinentalt ballistisk missil fra et sted på østkysten, som nu var på vej mod Sovjetunionen. Stanislav Petrov havde nu ganske få minutter til at afgøre, om han skulle rapportere videre, at der var et missilangreb i gang. Der var en operationel procedure, han selv havde været med til at skrive, der beskrev, hvad der skulle gøres i sådan et tilfælde. Første skridt var et systemcheck. Stanislav Petrov og hans mænd verificerede hurtigt 30 forskellige punkter, som alle viste sig fejlfri. Næste skridt var at rapportere de overordnede om et missilangreb. Men her afveg Stanislav Petrov fra de procedurer, han selv havde været medforfatter af. Han besluttede, at selvom systemet aldrig før var kommet med sådanne fejl, så var det usandsynligt at det skulle være et amerikansk angreb, da systemet kun viste et enkelt missil.
Kort tid efter viste computerne, at der var blevet affyret endnu et missil, og så et tredje, fjerde og femte. Men Stanislav Petrov valgte stadig at holde fast i, at det var en falsk alarm. Der var ingen anden måde at verificere hans mistanke. Sovjetunionens landbaserede radarsystemer kunne ikke detektere missiler ud over horisonten, og på det tidspunkt radarerne med sikkerhed kunne afgøre, om der var et angreb på vej eller ej, ville det være for sent at reagere.
Efter nogle få stressfyldte minutters ventetid viste manglende detonationer i Sovjetunionen, at Stanislav Petrovs intuition havde været rigtig.

## Efterspil
Senere undersøgelser viste, at computersystemer havde opfattet sollys reflekteret på et skylag som raketaffyringer.
Stanislav Petrov blev underlagt dagslange intense forhør og beskyldt for at ikke at have adlydt ordre og for ikke at have fulgt de militære procedurer. Han blev givet en reprimande, officielt for ikke at have udfyldt dokumenter korrekt under forløbet, uofficielt for at have vist advarselssystemets mangler og stillet hans overordnede i et dårligt lys. Han blev ikke degraderet, men han blev anset som en upålidelig officer, og hans ellers så lovende militære karriere var ovre. Han blev sendt til en mindre vigtig post, hvorefter han tog afsked med militæret og led et nervøst sammenbrud.
Hændelserne i 1983 med Stanislav Petrov kom først for dagen i 1990'erne med udgivelsen af generaloberst Jurij Votintsevs (russisk: Юрий Всеволодович Вотинцев) selvbiografi. Jurij Votintsev var leder af de sovjetiske missilforsvarsenheder.
Stanislav Petrov var indtil sin død bosiddende i videnskabsbyen Frjasino omkring 25 kilometer nordøst for Moskva. Han anså ikke sig selv som helt. I et interview med den danske instruktør Peter Anthony for dokumentarfilmen The Man Who Saved the World, udtalte han: "Det var mit arbejde. Jeg gjorde kun mit arbejde, og jeg var den rigtige person på det rigtige tidspunkt. Det er det hele. Min nu afdøde kone kendte intet til det i 10 år. 'Hvad gjorde du så?' spurgte hun mig. Jeg gjorde intet". 